# Articolo 2 della Costituzione italiana
(Costituzione della Repubblica Italiana, articolo 2)
L'articolo 2 della Costituzione italiana tutela i diritti inviolabili dell'uomo, sia come singolo sia nelle formazioni sociali dove si svolge la sua personalità.

## Origini storiche
Il richiamo a questi diritti ha la sua radice in una lunga tradizione storica e filosofica: si deve in particolare ricordare il giusnaturalismo (dal latino ius naturale, «diritto di natura»), corrente di pensiero sviluppatasi soprattutto in età moderna e realizzatasi nelle diverse Costituzioni cui hanno messo capo la rivoluzione americana e la rivoluzione francese. Questa dottrina presuppone che esistono dei diritti naturali che appartengono all'uomo fin dalla nascita e perciò precedono l'esistenza stessa dello Stato. Dunque quest'ultimo non li crea, ma deve occuparsi di riconoscerli e soprattutto garantirne concretamente il loro rispetto, specialmente attraverso le leggi ordinarie.
Sul piano politico e giuridico il riferimento fondamentale è certamente rappresentato dalla Dichiarazione universale dei diritti dell'uomo approvata dalle Nazioni Unite il 10 dicembre 1948.

## Innovazione rispetto ai sistemi Costituzionali precedenti
La presenza della nozione di "doveri" imprescindibilmente legati a quella di "diritti" rappresenta un'importante rottura ed innovazione rispetto al sistema giuridico precedente, identificato, cioè, dallo Statuto Albertino, la Costituzione del Regno d'Italia.
Per i teorici dello Stato liberale, infatti, l'idea che un diritto comportasse anche dei doveri nei confronti della collettività e dello Stato era senza dubbio innovativa, mentre, al contrario, è uno dei tratti caratterizzanti le "nuove Costituzioni" democratiche, non concesse da un Sovrano ma reclamate da un popolo che è sovrano.